# 福本理恵
福本 理恵（ふくもと りえ、1981年9月21日 - )は、株式会社SPACE CEO 、東京大学未来ビジョン研究センター客員研究員。

## 経歴
1981年、兵庫県姫路市で誕生。2012年には「種から育てる子ども料理教室」を、2013年には「Life Seed Labo」を、2014年には「異才発掘プロジェクトROCKET」などの企画の運営に参加。2020年には「SPACE」を開始させている。
文部科学省「特定分野に特異な才能のある児童生徒に対する学校における指導・支援の在り方等に関する有識者会議」委員や、経済産業省「産業構造審議会」委員に選出されている。

## 論文
- 近藤武夫， 青山志緒里， 福本理恵， 斎藤由里， 利島保　嗅覚刺激強度と先行手がかりの有無が眼窩前頭領域の血行動態に与える影響: 近赤外分光法を用いた検討 (日本基礎心理学会第 23 回大会, 大会発表要旨)、基礎心理学研究、23巻2号229ページ、2005年
- 青山志緒里， 近藤武夫， 斉藤由里， 福本理恵， 利島保　嗅覚刺激に対する前頭眼窩野の脳血流量変化 (日本基礎心理学会第 23 回大会, 大会発表要旨)、基礎心理学研究、2005年
- 青山志緒里， 近藤武夫， 斉藤由里， 福本理恵， 利島保　嗅覚刺激に対する前頭眼窩野の脳血流量変化 (日本基礎心理学会第 23 回大会, 大会発表要旨)、2005年